# Добирчень (комуна)
Добирчень, Добирчені (рум. Dobârceni) — комуна у повіті Ботошані в Румунії. До складу комуни входять такі села (дані про населення за 2002 рік):
- Бретень (784 особи)
- Біволарі (202 особи)
- Добирчень (931 особа)
- Лівада
- Мургуца (522 особи)
- Чишменешть (468 осіб)

Комуна розташована на відстані 384 км на північ від Бухареста, 31 км на схід від Ботошань, 84 км на північний захід від Ясс.

## Населення
За даними перепису населення 2002 року у комуні проживали 2907 осіб.
Національний склад населення комуни:
| Національність | Кількість осіб | Відсоток |
| -------------- | -------------- | -------- |
| румуни         | 2905           | 99,9%    |
| угорці         | 2              | 0,1%     |

Рідною мовою назвали:
| Мова      | Кількість осіб | Відсоток |
| --------- | -------------- | -------- |
| румунська | 2905           | 99,9%    |
| угорська  | 2              | 0,1%     |

Склад населення комуни за віросповіданням:
| Релігія        | Кількість осіб | Відсоток |
| -------------- | -------------- | -------- |
| православні    | 2883           | 99,2%    |
| п'ятдесятники  | 10             | 0,3%     |
| бретрени       | 10             | 0,3%     |
| римо-католики  | 2              | 0,1%     |
| греко-католики | 1              | < 0,1%   |
| атеїсти        | 1              | < 0,1%   |